# Weingut Johann Arnold
Das Weingut Johann Arnold im fränkischen Iphofen wurde 1959 durch Johann Arnold gegründet. Dieser stammt aus einer alteingesessenen Iphöfer Winzerfamilie.

## Geschichte
Früher wurden die Trauben an die Winzergenossenschaft abgeliefert, 1959 begann Arnold mit dem Selbstausbau. Der Weinbaubetrieb besaß damals 1,5 ha Rebfläche und 700 m² Hoffläche. Die Rebfläche wurde kontinuierlich bis auf 7 ha vergrößert. Das Weingut besitzt Weinberge in den Iphöfer Lagen Julius-Echter-Berg, Kronsberg und Kalb sowie in Rödelsee am Küchenmeister. Im Frohntal  des Julius-Echter-Berges wird das Große Gewächs aus der Rebsorte Silvaner erzeugt. Neben dem Silvaner (35 % der Anbaufläche) werden Weine aus den Rebsorten Riesling, Scheurebe, Müller-Thurgau, Bacchus, Weissburgunder, Domina, Spätburgunder und Dornfelder angeboten.
Da für den Weinausbau, die Lagerung und die Vermarktung zu wenig Platz war, kaufte Arnold 1974 das ehemalige Gasthaus Zum Lamm und baute es zum heutigen Weingut aus. Nach und nach wurde die Hoffläche auf knapp 2000 m² erweitert. Dort ist der komplette Weinausbau integriert mit drei Gewölbekellern und einem neu gebauten Keller, zwei Maschinenhallen, Kelterhalle, Abfüllraum, Packraum  sowie einem Gästehaus.
Im Jahr 2000 übernahm Arnolds Sohn Johannes den Betrieb. Er ist Winzermeister, Kellermeister und Weinbautechniker. Außerdem unterrichtet er fränkische Winzer und Weinküfer an der Berufsschule Ochsenfurt.
Seit 1986 ist das Weingut Mitglied im Verband Deutscher Prädikatsweingüter (VDP). Das Weingut wird im Gault-Millau Wein-Guide und im Eichelmann-Weinführer empfohlen  und im Buch "Deutschlands Weinelite" aufgeführt.